# Commiphora falcata
Commiphora falcata är en tvåhjärtbladig växtart som beskrevs av René Paul Raymond Capuron. Commiphora falcata ingår i släktet Commiphora och familjen Burseraceae. Inga underarter finns listade i Catalogue of Life.